# Cendrillon ou La Pantoufle merveilleuse
Cendrillon ou La Pantoufle merveilleuse è un cortometraggio muto del 1907 diretto da Albert Capellani. Il film è interpretato da Louise Lagrange che, nel 1912, avrebbe poi girato Cendrillon ou La Pantoufle merveilleuse, diretta, questa volta, da Georges Méliès.

## Produzione
Il film fu prodotto da Ferdinand Zecca per la Pathé Frères.

## Distribuzione
Distribuito dalla S.C.A.G.L. e dalla Pathé Frères, il film uscì nelle sale cinematografiche francesi il 15 febbraio 1907.

### Data di uscita
IMDb
- Francia	15 febbraio 1907
- USA	16 marzo 1907
- Colombia	28 novembre 1907	 (Barranquilla)

Alias
- Cendrillon ou La Pantoufle merveilleuse	Francia
- Cendrillon        Francia (titolo alternativo)
- Cenicienta	Venezuela
- Cinderella	USA